# John Hejduk
John Quentin Hejduk (New York, 19 juli 1929 - aldaar, 3 juli 2000) was een Amerikaans architect. Hij vormde samen met Peter Eisenman, Michael Graves, Charles Gwathmey en Richard Meier de architectengroep 'The New York Five', die zich liet inspireren door onder andere Le Corbusier en De Stijl.
Hejduk ontwierp onder andere het Wall House 2, Kreuzberg Tower en Torres Hejduk.
- Bibsys: 90082906
- Bibliothèque nationale de France: cb124556210 (data)
- Catàleg d'autoritats de noms i títols de Catalunya: 981058509568606706
- CiNii: DA00906642
- Gemeinsame Normdatei: 119032384
- International Standard Name Identifier: 0000 0001 2103 7433
- Library of Congress Control Number: n80046024
- Nationale Bibliotheek van Letland: 000317988
- Nationale Bibliotheek van Tsjechië: js20011212030
- Nationale bibliotheek van Australië: 35185380
- Nationale Bibliotheek van Israël: 987007421535105171
- Nederlandse Thesaurus van Auteursnamen: 070545871
- Réseau des bibliothèques de Suisse occidentale: 02-A003360424
- RKD-Nederlands Instituut voor Kunstgeschiedenis: 232711
- LIBRIS: 303155
- SNAC: w6280gkm
- Système universitaire de documentation: 033717257
- Trove: 856260
- Union List of Artist Names: 500028903
- Virtual International Authority File: 108623765
- WorldCat: E39PBJv8GWfghxGtMcJT3JtkDq